# 杜荀若
杜荀若（1900年4月6日—1977年2月10日），字蘊俠。黑龍江省慶城縣人，祖籍河北省，清季同治二年歲歉，先生曾祖父金利公携家出關，投荒東北，因以家焉。民國37年（1948年）在黑龍江省選區當選第一屆立法委員

## 生平[1][2][3]
民國元年入縣立高等學堂，畢業後，負笈省垣考入全省中學堂，五年畢業，考入黑龍江省立法政專門學校，畢業後，歷充東三省鹽運使署總調査員、莊鳳掣驗緝私局局長，因日韓浪人勾結鹽梟，走私猖獗，率警隊，由安東渡鴨綠江緝私，引起交涉，被迫去職。事後陸軍總司令部行營總執法處長常蔭槐，派任北平前門執法處上校主任。旋常公出任黑龍江省主席，任先生爲遜河縣縣長。民國十八年中蘇衝突，先生率地方武力，參加戰役。民國二十年「九一八」事變發生，派任吉黑兩省抗日聯軍總指揮部秘書長，兵退海倫，後奉命改任青岡縣縣長。時因江橋一戰，我軍傷亡甚眾，號召地方武力，成立海倫、靑岡、望奎、綏化四縣抗日聯防軍。鄧文軍長任總指揮，先生任副指揮，參加東北抗日有名之松浦戰役。抗日軍事失利後，先生潛行入關。歸國後蒙中央聘爲行政院諮議。二十六年「七七事變」起，全國抗戰軍興，抗戰於歸綏、五原、包頭一帶。先後任總司令部少將軍法處長及秘書處長。兵退五原，代表赴重慶請命，面陳前方軍情並請領全軍薪餉械彈。嗣乃留駐重慶，復兼任總司令部及黑龍江省政府駐渝辦事處長。抗戰勝利後，東北挺進軍改組，聘先生爲少將參議，未幾，先生出任國民參政會參政員，行憲後當選立法委員。
- 中央訓練團黨政班十八期畢業
- 革命實踐學院十七期畢業
- 黨政軍幹部聯合作戰研究班第三期結業
- 黑龍江省璦琿縣縣長
- 黑龍江省政府機要秘書
- 黑龍江抗日軍總司令部秘書長
- 東北挺進軍總司令部少將秘書處長、軍法處長
- 民國66年2月10日病逝[4]